# NGC 11
NGC 11 és una galàxia espiral a la constel·lació d'Andròmeda. Es troba dos graus al nord de NGC 5.